# Weberbauerocereus winterianus
Weberbauerocereus winterianus är en kaktusväxt inom i släktet Weberbauerocereus vilken beskrevs av Friedrich Ritter. Inga underarter finns listade i Catalogue of Life.